# Xã Hazen, Quận Prairie, Arkansas
Xã Hazen (tiếng Anh: Hazen Township) là một xã thuộc quận Prairie, tiểu bang Arkansas, Hoa Kỳ. Năm 2010, dân số của xã này là 1.772 người.